# Coelophysidae
Célofyzidi, neboli příslušníci čeledi Coelophysidae, byli skupinou menších, vývojově primitivních a lehce stavěných teropodních dinosaurů. Formálně tuto skupinu stanovil paleontolog Franz Nopcsa v roce 1923 (respektive Gregory S. Paul v roce 1988).

## Popis

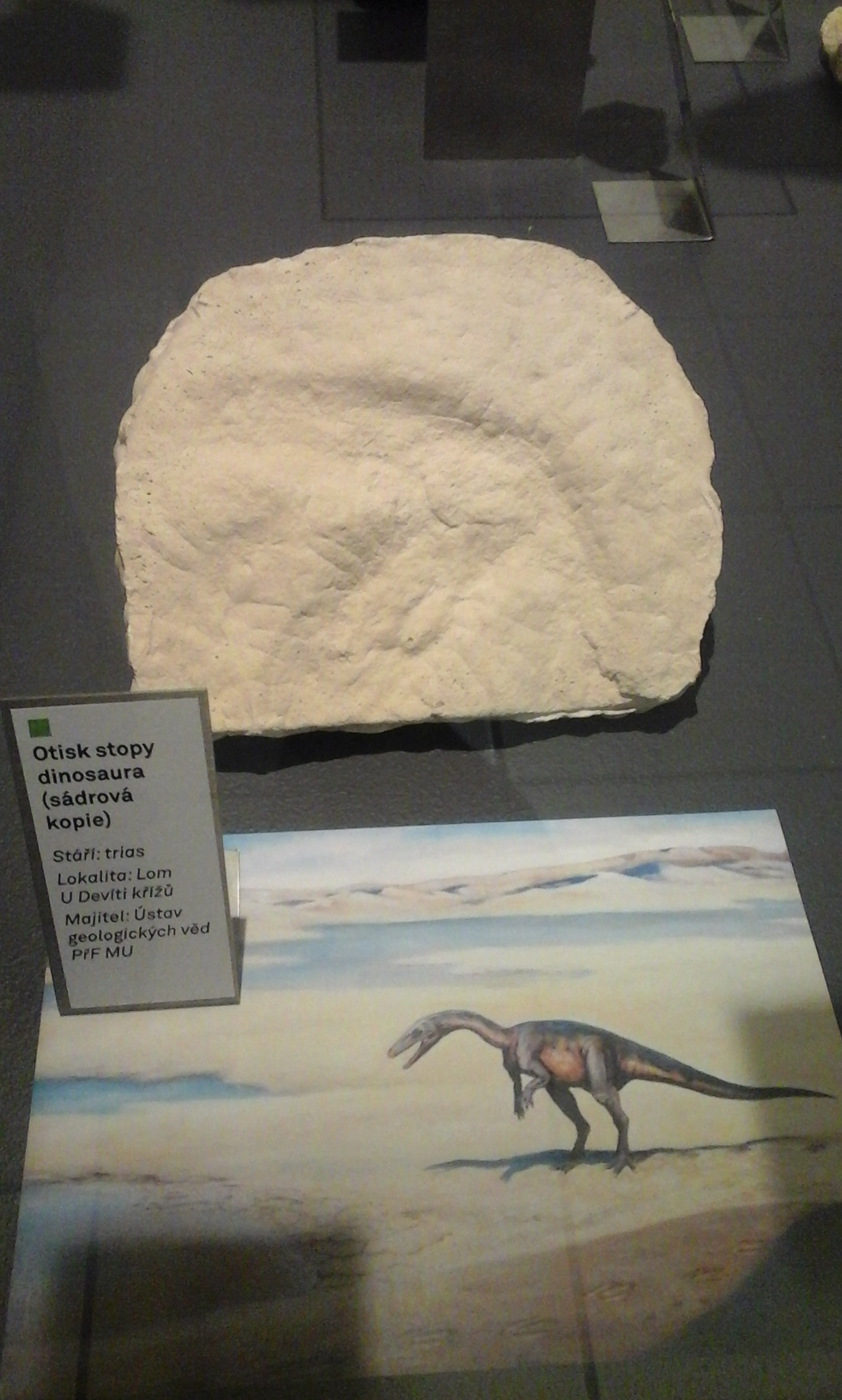
Otisk stopy teropoda od Červeného Kostelce.

Jednalo se zřejmě o kosmopolitní skupinu, rozšířenou v období pozdního triasu až rané jury (asi před 220 až 183 miliony let) ve všech částech tehdejšího superkontinentu Pangey). Célofyzidi dosahovali délky v rozmezí 1 až 6 metrů a hmotnosti v desítkách až stovkách kilogramů. Některé druhy měly výrazný hřebínek na lebce, sloužící zřejmě jako vnitrodruhový prostředek signalizace. Není jisté, zda již byli tito vývojově primitivní teropodi opeření. Některé druhy zřejmě žily nebo se alespoň občasně sdružovaly do početných smeček, jak ukazují jejich hromadné fosilní nálezy. Známé jsou např. rody Coelophysis, Procompsognathus, Liliensternus nebo Segisaurus.
V 90. letech 20. století byla v lomu U Devíti Křížů nedaleko Červeného Kostelce objevena tříprstá stopa pocházející z období pozdního triasu (Bohdašínské souvrství). Je možné, že její původce byl zástupcem právě této skupiny teropodů (možná se však jednalo jen o vývojově vyspělého dinosauromorfa).

## Taxonomie skupiny
- - Čeleď Coelophysidae
    - Camposaurus
    - Panguraptor
    - Podokesaurus
    - Procompsognathus
    -  ?Pterospondylus
    - Segisaurus
    - Lepidus
    - Podčeleď Coelophysinae
      - Coelophysis
      - Megapnosaurus (Syntarsus)